# 斯蒂维耶雷堡主教座堂
斯蒂维耶雷堡主教座堂（Duomo dei Santi Nazario e Celso）是一座罗马天主教堂区教堂，供奉 Nazario e Celso ,位于意大利伦巴第大区曼托瓦省斯蒂维耶雷堡的主教座堂广场（piazza Duomo），属于天主教曼托瓦教区，于1761年开工建造，18世纪完成，建筑师为乔万·巴蒂斯塔·格罗皮。